# Kósza lószúnyog

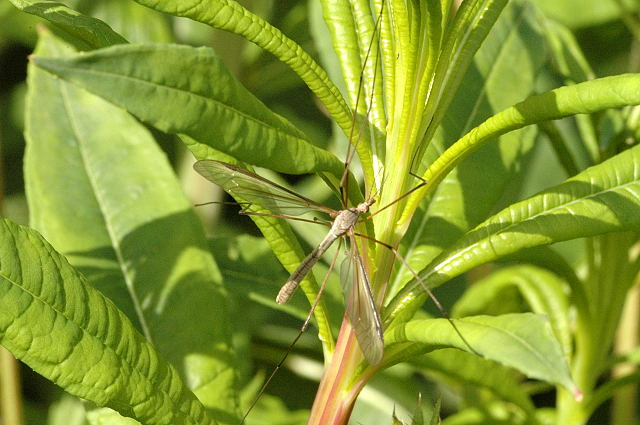
Hím kósza lószúnyog

A kósza lószúnyog (Tipula oleracea) a kétszárnyúak (Diptera) rendjében, a lószúnyogok (Tipulidae) családjának egyik legközönségesebb faja.

## Megjelenése
A hím 16–18, a nőstény 19–25 mm hosszú, karcsú, szürkéssárga, a tor hátán sötétebb, hosszanti sávokkal. Csápja 13 ízből áll; a hozzá rendkívül hasonló réti lószúnyog (Tipula paludosa) csápja 14 ízes.
Lába hosszú, vékony. Szárnya átlátszó, erezete feltűnően barnás.
Tojócsöve hosszú. A kb. 1 mm hosszú, hosszúkás peték feketék, kemények.
A 3–4 mm hosszú, hamuszínű lárvák orsó formájúak. Kültakarójuk gumiszerű. Állkapocstokjuk kemény, éles garathorgukkal rágnak.

## Életmódja
A kifejlett egyedek általában július vége és szeptember eleje között, különösen réteken, mezőkön, kertes helyeken táncolva, szitálva repülnek, mindig a földhöz közel.
A nőstények nem vándorolnak messze a kikelésük helyétől, és a petéket csoportosan a talaj felszínére rakják, főleg gyepen füvek közé. A petékből két vagy három héten belül kikelnek a kis, láb nélküli nyüvek.
A lárvák eleinte a felszín alatt, gyökerekkel és korhadó növényhulladékkal táplálkozva fejlődnek ki. Fejlődésük lassú, de ha a tél enyhe, ősszel és télen is aktívak maradnak. Kora tavasztól fejlődésük felgyorsul, és a növények föld feletti részeit is elkezdik károsítani. Május végére vagy júniusra teljesen kifejlődnek, és a bábozódás előtti rövid időszakban, majd bábállapotban sem táplálkoznak. A talajban bábozódnak be, és csak közvetlenül az imágó kifejődése előtt jönnek a felszínre.
A különféle lószúnyogok lárvái néha szembetűnően károsíthatják a veteményt; így például az:
- árpa,
- tarlórépa,
- zöldborsó,
- burgonya

ismert kártevői. Március–áprilisban a legaktívabbak, főleg az enyhe, nyirkos éjszakákon.
Feltűnő károkat okozhatnak az üvegházakban.